# Aristolochia brevifolia
Aristolochia brevifolia là một loài thực vật có hoa trong họ Aristolochiaceae. Loài này được (Cham.) Hauman mô tả khoa học đầu tiên năm 1923.